# بيركهولدرية مضيفة
بيركهولدرية مضيفة (الاسم العلمي: Burkholderia hospita) هي نوع من البكتيريا، سلبية الغرام، تتبع جنس البيركهولدرية.